# Eduard Wittek
Eduard Wittek (* 3. Januar 1857 in Wittigwalde, Ostpreußen; † 1. Juli 1927 in Elbing, Westpreußen) war ein deutscher Orgelbauer in Elbing.

## Leben
Sein Vater war Mühlenbesitzer. 1874 ging Eduard Wittek in die Lehre zu August Terletzki nach Elbing, wo er ab 1879 als Geselle arbeitete. 1884 eröffnete er eine eigene Werkstatt in Graudenz, 1889 dann in Gnesen in der Provinz Posen. 1893 übernahm Wittek die Werkstatt seines Lehrmeisters und führte sie als „Orgelbauanstalt Max Terletzki, Elbing, Inhaber Ed. Wittek“.
1906 ernannte ihn Prinz Friedrich Leopold von Preußen zum Hoflieferanten und 1916 würdigte Kaiser Wilhelm II. ihn bei der Einweihung der Orgel in der Hofkirche in Cadinen.
1925 wurde der Bau der 500. Orgel gefeiert. Die Orgelbauanstalt lieferte Instrumente vor allem nach Westpreußen, aber auch von Stettin bis in das Memelland, nach Russland und Österreich.
1927 übernahm Gerhard Wittek (* 1898 in Elbing; † 1978 in Würzburg) die Firma und baute weitere 34 Orgeln bis 1939. Nach dem Krieg war er in Würzburg als Orgelbauer tätig.

## Werkliste (Auswahl)
Orgelneubauten
Etliche Orgeln sind erhalten.
| Jahr | Ort                           | Gebäude                     | Bild | Manuale | Register | Bemerkungen                                                             |
| ---- | ----------------------------- | --------------------------- | ---- | ------- | -------- | ----------------------------------------------------------------------- |
| 1894 | Goldap (Gołdap)               | Katholische Kirche          |      | II/P    | 12       | Renoviert. Sehr guter Zustand.                                          |
| 1898 | Rosenberg (Susz)              | Kirche                      |      | II/P    | 24       | [ 2 ]                                                                   |
| 1899 | Danzig-Langfuhr               | Lutherkirche                |      | II/P    | 25       |                                                                         |
| 1900 | Danzig (Gdańsk)               | St. Bartholomäi             |      |         | 40       |                                                                         |
| 1900 | Graudenz (Grudziądz)          | Garnisonkirche              |      | II/P    | 25       |                                                                         |
| 1900 | Soldau (Działdowo)            | Evangelische Kirche         |      |         |          | zerstört                                                                |
| 1901 | Zoppot (Sopot)                | Erlöserkirche               |      | II/P    | 21       |                                                                         |
| 1901 | Liebemühl (Miłomłyn)          | Evangelische Pfarrkirche    |      | II/P    |          |                                                                         |
| 1902 | Tolkemit (Tolkmicko)          | Katholische Kirche          |      | II/P    | 20       |                                                                         |
| 1904 | Bromberg (Bydgoszcz)          | Synagoge                    |      | II/P    | 26       | zerstört                                                                |
| 1909 | Elbing (Elbląg)               | St. Nikolai                 |      | III/P   | 45       |                                                                         |
| 1909 | Palschau (Palczewo)           | ev. Kirche                  |      | I/P     | 4        | op. 379; eingebaut in ein Prospekt aus dem Jahr 1686                    |
| 1910 | Danzig (Gdańsk)               | St. Katharinen              |      |         | 50       |                                                                         |
| 1910 | Tiegenhof (Nowy Dwór Gdański) | Kirche Verklärung des Herrn |      | II/P    | 12       | eingebaut in ein Prospekt aus der Erbauungszeit der Kirche (1848–1850). |
| 1914 | Irkutsk, Sibirien             |                             |      |         |          |                                                                         |
| 1920 | Danzig (Gdańsk)               | ehem. ev. Versöhnungskirche |      | II/P    | 30       | opus 484                                                                |